# G7
G7은 그룹 오브 세븐(영어: Group of Seven)의 약자로 미국, 일본, 독일, 영국, 프랑스, 이탈리아, 캐나다를 의미한다. 유럽 연합 또한 G7에 초대받아 대표가 참석한다. 이 국가들은 국제 통화 기금이 분류한 세계의 7대 주요 선진 경제국들이며, G7 국가들은 전 세계 순 국부 중 58% 이상을 차지한다. 이 그룹에 속한 국가들은 사실상 전 세계에서 이견이 없는 선진국으로 분류되며, 국제적으로 큰 영향력을 발휘하는 국가들이다. 2021년 G7 모임에서 대한민국과 오스트레일리아 등을 추가하여 G11이나 D10으로 확장하자는 의견들이 있었다.

## 역사
세계에서 가장 발달한 산업국들의 모임을 따로 만들어야 한다는 의견은 1973년 석유 파동이 터진 전후부터 본격적으로 나왔다. 1973년 3월 25일, 미국의 재무장관 조지 슐츠가 서독 재무장관 헬무트 슈미츠, 프랑스의 발레리 지스카르데스탱 당시 재무장관, 영국의 안토니 바버의 제안을 받아 각국의 재무장관들이 모여 회의를 열기로 협의하였고, 이 아이디어가 당시 미국 대통령 리처드 닉슨의 귀에 들어가면서 이 회의는 백악관의 도서관에서 열리게 된다. 이렇게 모인 4개국의 국가들은 '도서관 그룹'이라고 불렸다. 1973년 중반에는 슐츠 장관이 일본이 도서관 그룹에 새롭게 추가될 것을 제안하였고, 이 제안을 나머지 3개국이 동의하면서 일본이 새롭게 가입하게 되었다. 이때부터 미국, 일본, 독일, 영국, 프랑스 이 5개국이 모여 회의를 열었으며, 이를 G5라고 불렀다.
1974년에는 프랑스의 조르주 퐁피두 대통령이 갑작스레 사망하였고, 그의 후임자가 대선에 출마하는 것을 거부하며 프랑스의 최고 지도자는 1년에 2번이나 바뀌게 된다. 서독의 브란트 총리는 스캔 문제로 불명예스럽게 사퇴하였고, 그의 후임자도 9일만 임기를 맡으며 독일에서도 최고 지도자가 1년에 2번이나 바뀌었다. 게다가 미국의 리처드 닉슨 대통령도 워터게이트 사건으로 불명예 사임하였고, 일본의 다나카 카쿠에이 총리도 스캔들로 직을 도저히 맡을 수 없는 상태가 되어버렸다. 또한 원래부터 불안정하였던 이탈리아에서도 총리가 교체되며 모든 주요국가들의 최고 지도자가 교체되는 상황에 이른다. 상황이 이렇게 되자, 새로이 미국 대통령에 선출된 제럴드 포드 대통령은 서로 간 교류를 위하여 다음 해에 회의를 열어 친목을 도모하는 것이 어떻겠냐는 제안을 하였다.
1975년에는 프랑스의 주최로 프랑스, 서독, 이탈리아, 일본, 영국, 미국의 대표들이 모여 정상회담이 열렸다. 당시 독일에서는 슈미츠 총리, 프랑스에서는 지스카르 데스탱 대통령이 참석했는데, 이 2명이 모두 영어에 능했기에 영국의 해럴드 윌슨 총리와 미국의 제럴드 포드 대통령과 쉽게 의사소통이 가능하였으며, 국내와 국제 상황에 대하여 자유로운 토론이 가능하였다. 늦은 봄에는 데스탱 대통령이 프랑스, 서독, 이탈리아, 일본, 영국, 미국의 국가수반들을 초청하여 정기적인 정상회담을 열기로 합의하였다. 이들을 당시 G6로 불렀으며, 이들이 년 만나 교류하기로 합의한 것이다. 1976년에는 미국과 영국의 수반들이 영어권 국가가 더 초청되어야 할 필요성을 느끼고 당시 가장 발달된 선진국들 중 하나였던 캐나다의 피에르 트뤼도 총리를 G6에 새롭게 초대하였다. 유럽 연합은 1977년에 영국에 의하여 처음 초청된 이후 지속적으로 고정되어 초대받고 있고, 유럽 연합 집행위원회 위원장, 위원장의 소속 국가의 대표가 유럽 연합을 대표하여 참석한다. 유럽 연합 이사회 의장국이 참석하기도 한다.
1985년 플라자 합의 이전까지는 극소수의 관련된 공무원들을 제외하고는 그 아무도 이 회의에서 무슨 사안이 논의되고 결정되는지 몰랐다.
1994년 이탈리아 나폴리 정상회담에서 러시아의 실무진들이 정상회담이 끝난 직후 각국 실무진들과 개별적인 회담을 가졌다. 이후 러시아를 G7에 초대하는 내용의 합의가 도출되었고, 기존의 7개국에 러시아를 추가하여 총 8개국으로 만들기 위한 작업에 들아갔다. 이후 토니 블레어 영국 총리와 빌 클린턴 미국 대통령의 초청을 받아 러시아의 보리스 옐친 대통령이 처음으로 옵서버(observer)로 참석했으며, 나중에는 정식 회원으로 승격하였다. 1997년 이후 러시아는 공식적으로 G8로 인정받았으며 1998년부터 본격적으로 참석했다. 허나 당시 러시아는 소련의 붕괴 이후 심각한 휴유증에 시달리고 있었기에, G8의 다른 회원국들에 비교하여 훨씬 경제력도 빈약했으며 IMF에 의하여 선진경제국으로 인정받지도 못했다. 그런 와중에 러시아가 2014년에 크림반도를 강제 합병하자, 3월에 열린 2014년 헤이그 핵안보정상회의에서 러시아를 G7에서 축출한다는 내용의 성명이 발표되며 G8체제는 다시 G7 체제로 돌아가게 되었다.
2020년에는 G7을 확장하려는 다양한 제안이 있었다. 당시 미국 대통령이었던 도널드 트럼프 대통령은 오스트레일리아, 인도, 대한민국을 G7 포함해야 한다는 의견을 표명했으며, 다양한 싱크탱크와 영국 총리 보리스 존슨도 이 의견을 지지하였다. 프랑스 법학자이자 컨설턴트 세르클 몽테스키외의 한 구성원은 스페인의 G7 참여를 제안하였다. 스페인 주재 미국 대사 콘라드 트라이블은 미국이 국제 무대에서 열정을 담아 스페인 행정부의 더 큰 역할을 지원한다고 말했다.
2014년부터 미국에 기반을 둔 대서양 위원회는 민주주의 기반 질서를 주도하는 민주주의 국가 대표가 참여하는 D-10 전략 포럼을 개최하였다. 당시 포럼에는 오스트레일리아, 캐나다, 프랑스, 독일, 이탈리아, 일본, 대한민국, 영국, 미국, 유럽 연합, 인도, 인도네시아, 폴란드, 스페인을 포함한 여러 국가들이 옵저버로 참여하였다. 일부 전문가들은 G7과 유사한 권한에 초점을 맞춰 D-10을 G7의 대안으로 보기도 한다. 영국은 보리스 존슨이 2021년 6월 G7 정상 회담에 오스트레일리아와 대한민국을 초청국으로 초청하는 등 이 포럼에 적극 지원을 표명하였다.

## 각국 정상

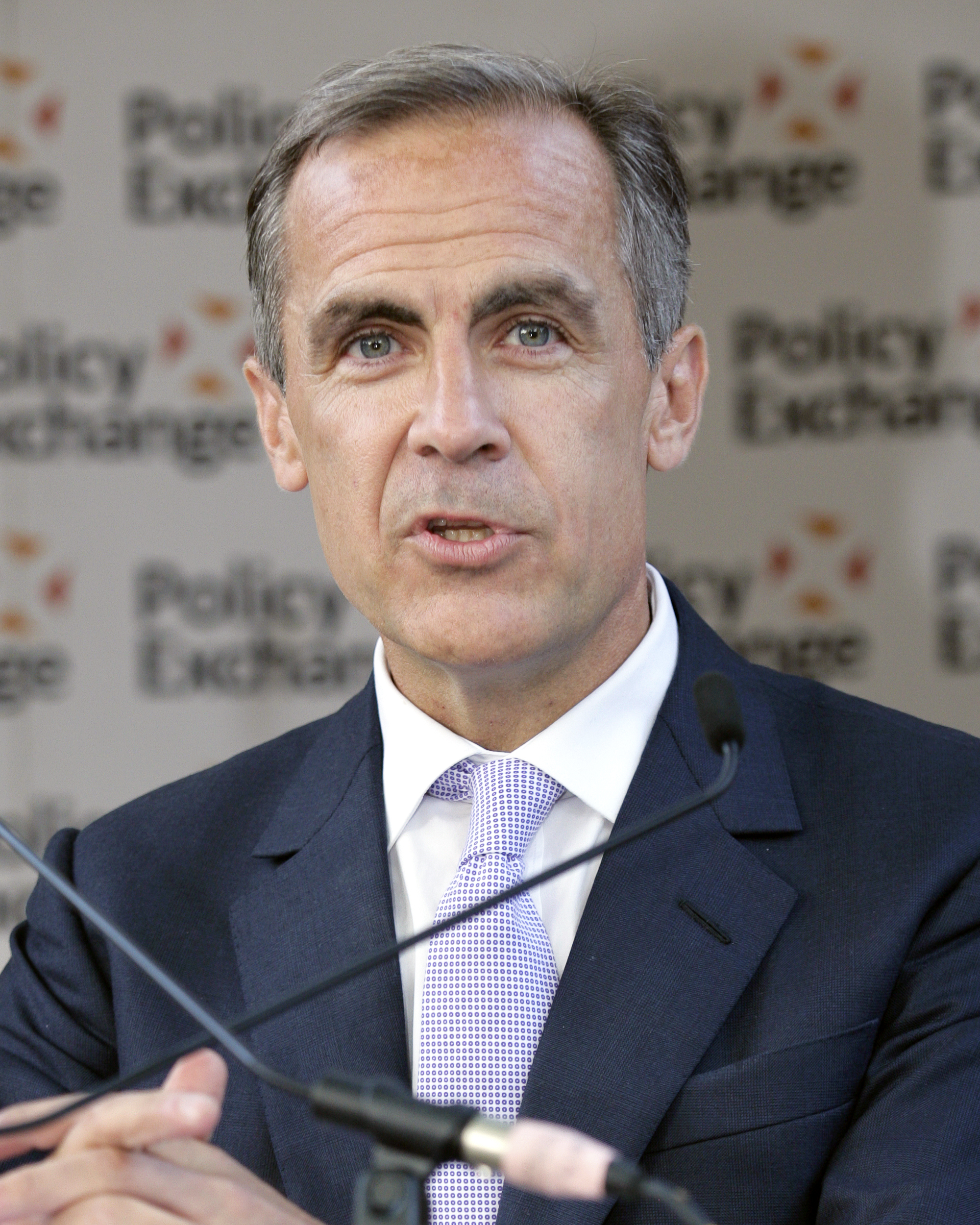
캐나다 마크 카니 총리
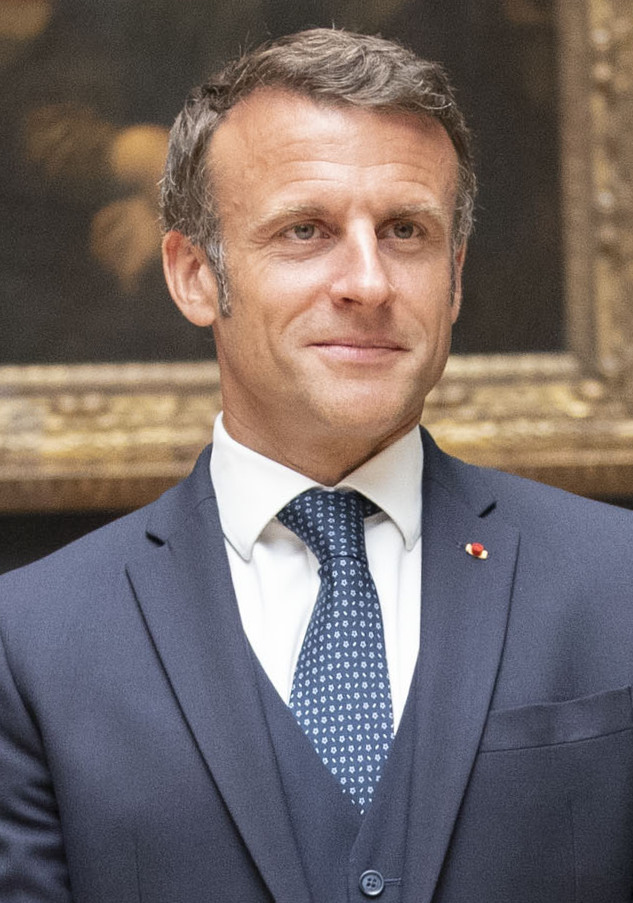
프랑스 에마뉘엘 마크롱 대통령
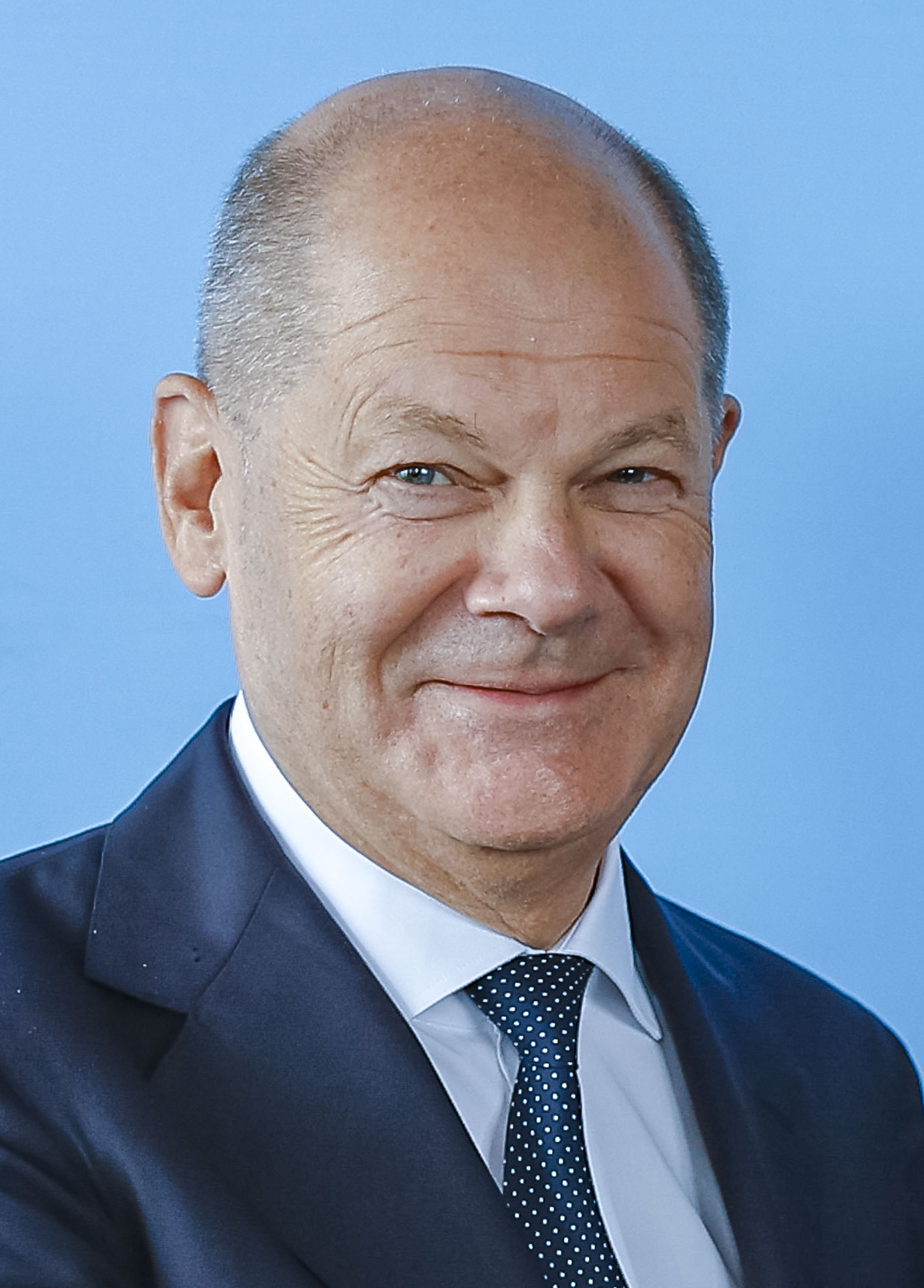
독일 올라프 숄츠 총리
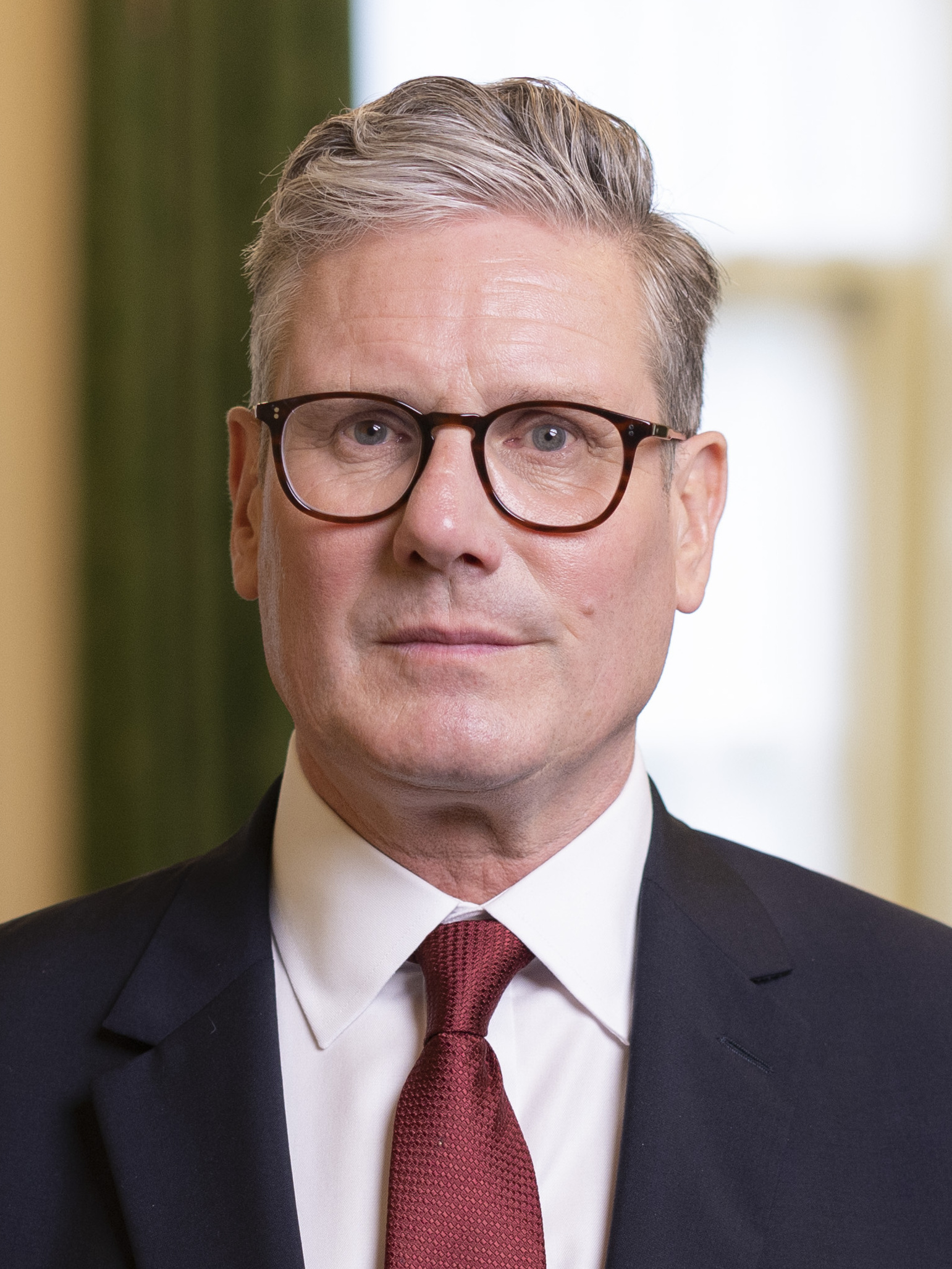
영국 키어 스타머 총리
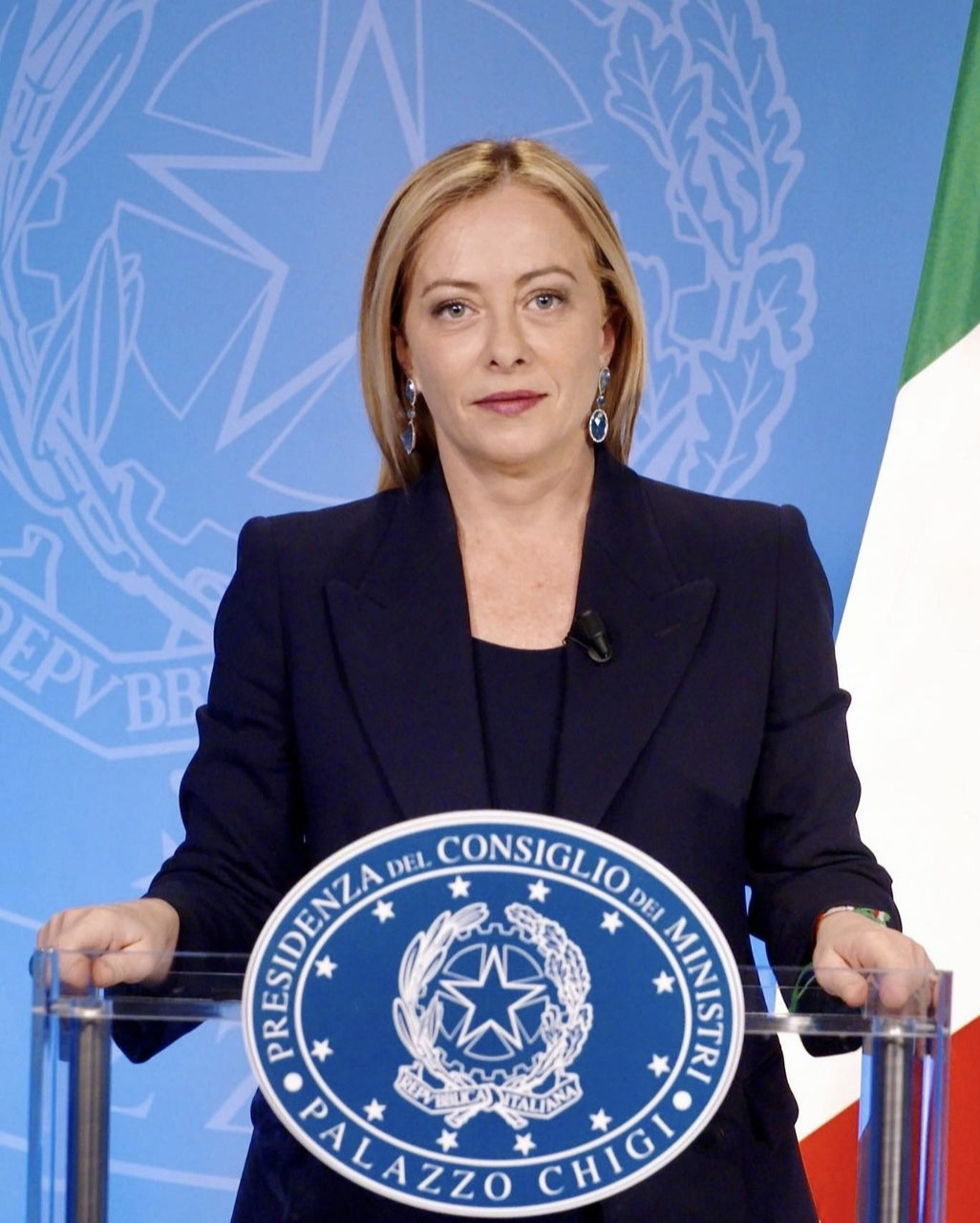
이탈리아 조르자 멜로니 총리
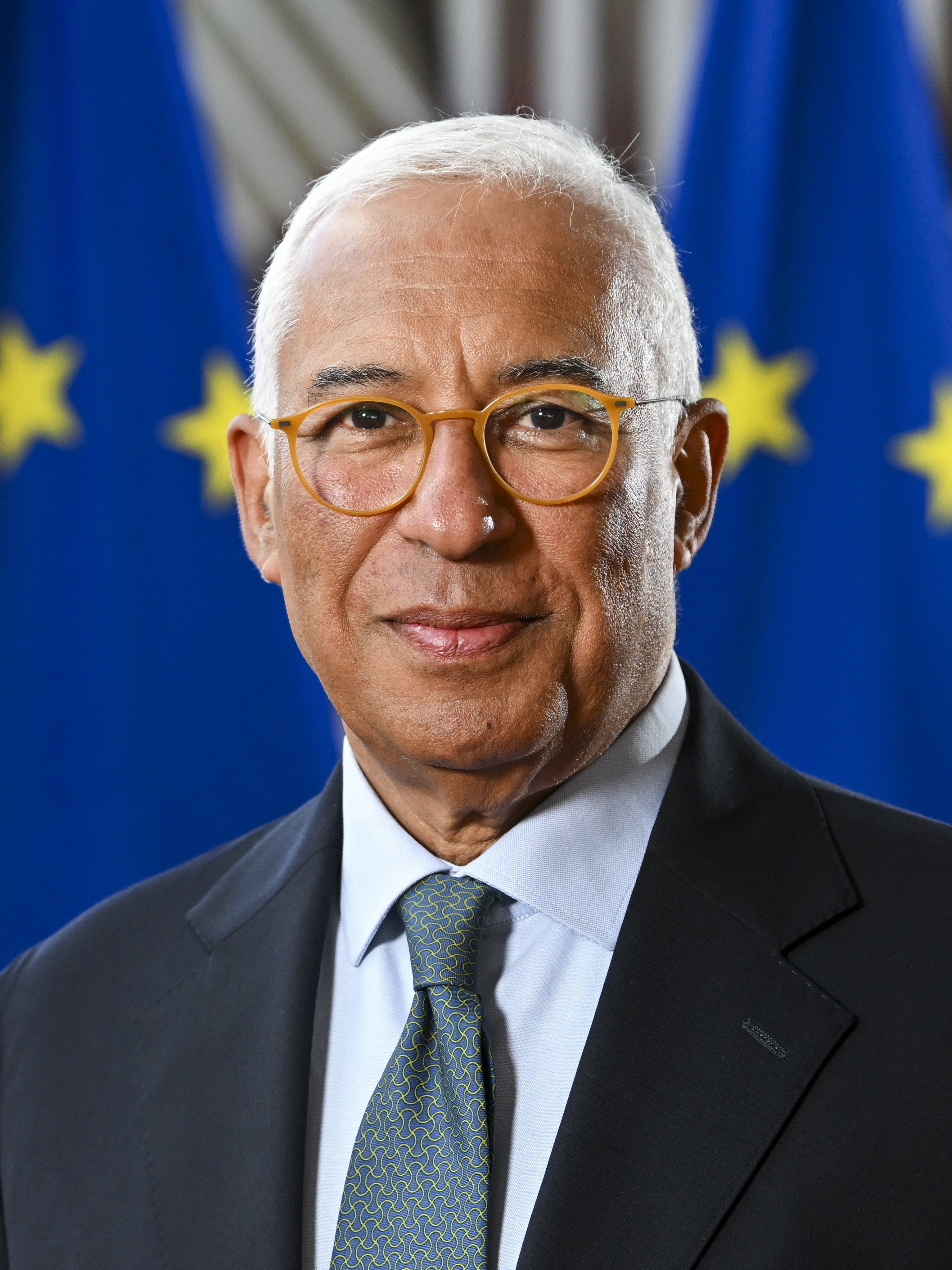
유럽연합 안토니우 코스타 유럽 이사회 의장
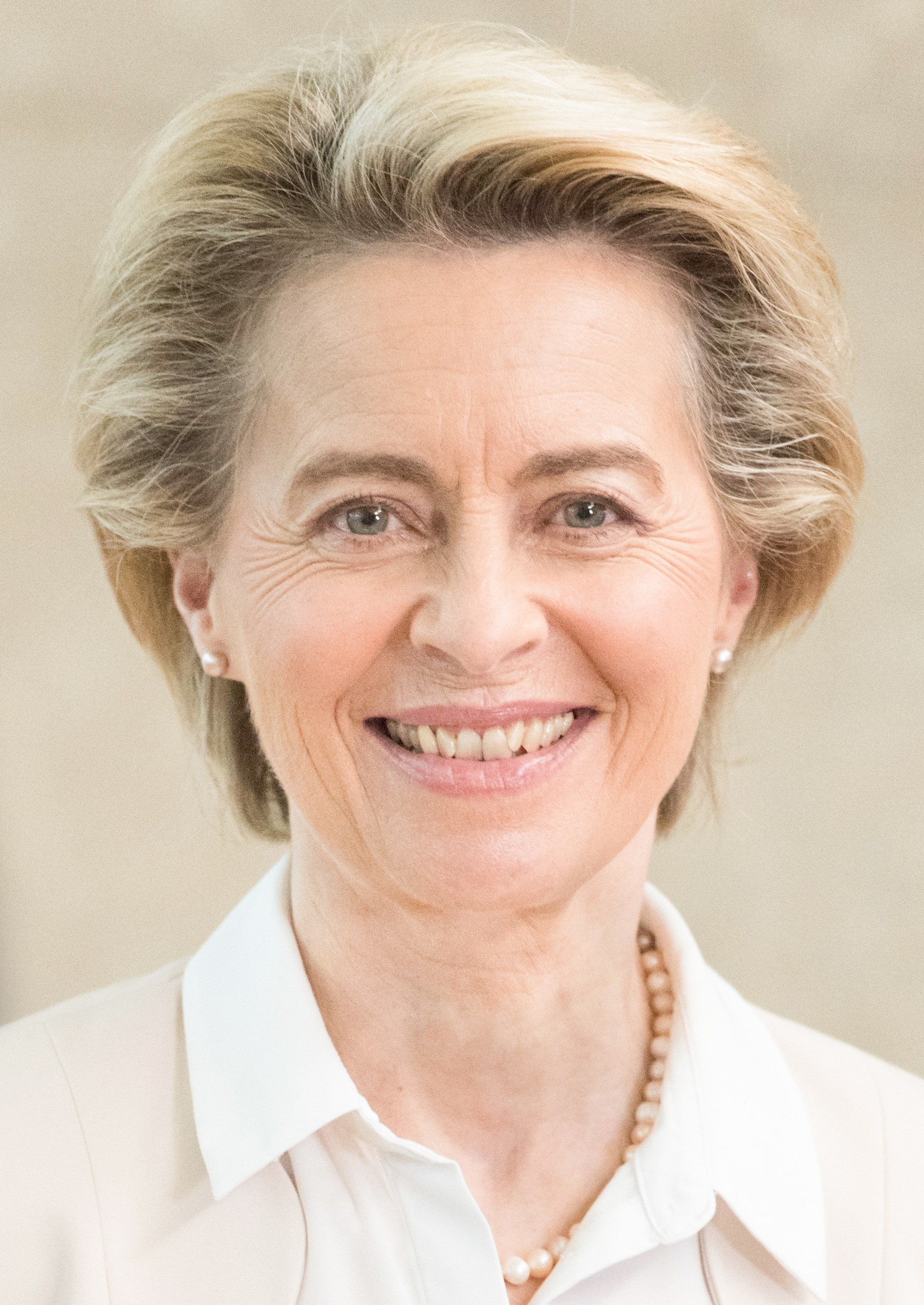
유럽연합 우르줄라 폰데어라이엔 집행위원회 위원장
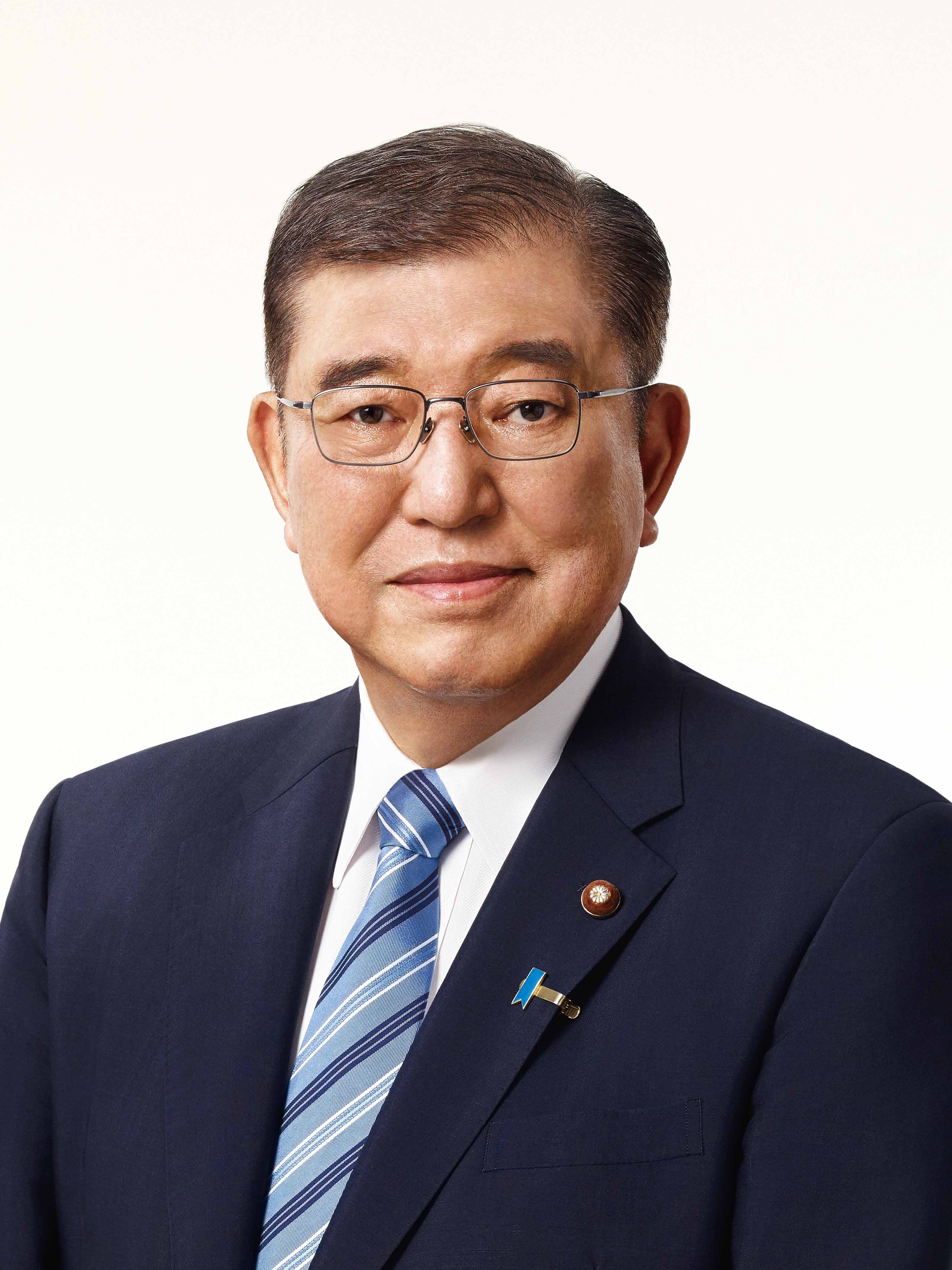
일본 이시바 시게루 총리
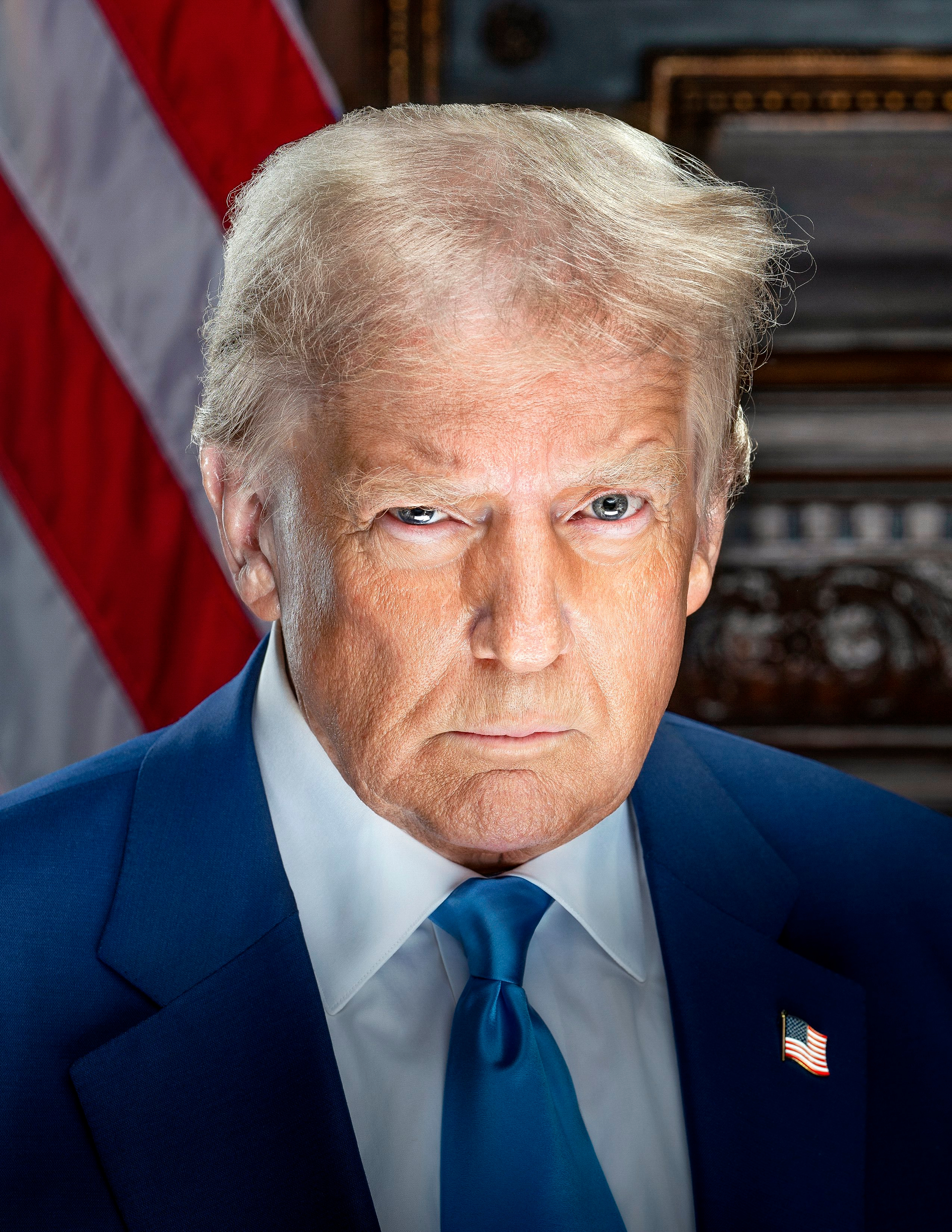
미국 도널드 트럼프 대통령

## 정상회의 목록
| #           | 날짜                | 주최국      | 주최자                                   | 개최 위치                                                        | 웹사이트                         | 각주        |
| G6 정상회의 | G6 정상회의         | G6 정상회의 | G6 정상회의                              | G6 정상회의                                                      | G6 정상회의                      | G6 정상회의 |
| ----------- | ------------------- | ----------- | ---------------------------------------- | ---------------------------------------------------------------- | -------------------------------- | ----------- |
| 제1회       | 1975년 11월 15-17일 | 프랑스      | 발레리 지스카르 데스탱                   | 랑부예, 일드프랑스                                               |                                  |             |
| G7 정상회의 |                     |             |                                          |                                                                  |                                  |             |
| 제2회       | 1976년 6월 27-28일  | 미국        | 제럴드 포드                              | 도라도, 푸에르토리코                                             |                                  |             |
| 제3회       | 1977년 5월 7-8일    | 영국        | 제임스 캘러헌                            | 런던, 잉글랜드                                                   |                                  |             |
| 제4회       | 1978년 7월 16-17일  | 서독        | 헬무트 슈미트                            | 본, 노르트라인베스트팔렌주                                       |                                  |             |
| 제5회       | 1979년 6월 28-29일  | 일본        | 오히라 마사요시                          | 도쿄도                                                           |                                  |             |
| 제6회       | 1980년 6월 22-23일  | 이탈리아    | 프란체스코 코시가                        | 베네치아, 베네토주                                               |                                  |             |
| 제7회       | 1981년 7월 20-21일  | 캐나다      | 피에르 트뤼도                            | 몬테벨로, 퀘벡주                                                 |                                  |             |
| 제8회       | 1982년 6월 4-6일    | 프랑스      | 프랑수아 미테랑                          | 베르사유, 일드프랑스                                             |                                  |             |
| 제9회       | 1983년 5월 28-30일  | 미국        | 로널드 레이건                            | 윌리엄스버그 (버지니아주)                                        |                                  |             |
| 제10회      | 1984년 6월 7-9일    | 영국        | 마거릿 대처                              | 런던, 잉글랜드                                                   |                                  |             |
| 제11회      | 1985년 5월 2-4일    | 서독        | 헬무트 콜                                | 본, 노르트라인베스트팔렌주                                       |                                  |             |
| 제12회      | 1986년 5월 4-6일    | 일본        | 나카소네 야스히로                        | 도쿄도                                                           |                                  |             |
| 제13회      | 1987년 6월 8-10일   | 이탈리아    | 아민토레 판파니                          | 베네치아, 베네토주                                               |                                  |             |
| 제14회      | 1988년 6월 19-21일  | 캐나다      | 브라이언 멀로니                          | 토론토, 온타리오주                                               |                                  |             |
| 제15회      | 1989년 7월 14-16일  | 프랑스      | 프랑수아 미테랑                          | 파리 (프랑스), 일드프랑스                                        |                                  |             |
| 제16회      | 1990년 7월 9-11일   | 미국        | 조지 H. W. 부시                          | 휴스턴, 텍사스주                                                 |                                  |             |
| 제17회      | 1991년 7월 15-17일  | 영국        | 존 메이저                                | 런던, 잉글랜드                                                   |                                  |             |
| 제18회      | 1992년 7월 6-8일    | 독일        | 헬무트 콜                                | 뮌헨, 바이에른주                                                 |                                  |             |
| 제19회      | 1993년 7월 7-9일    | 일본        | 미야자와 기이치                          | 도쿄도                                                           |                                  |             |
| 제20회      | 1994년 7월 8-10일   | 이탈리아    | 실비오 베를루스코니                      | 나폴리, 캄파니아주                                               |                                  |             |
| 제21회      | 1995년 6월 15-17일  | 캐나다      | 장 크레티앵                              | 핼리팩스, 노바스코샤주                                           |                                  | [ 3 ]       |
| 제22회      | 1996년 6월 27-29일  | 프랑스      | 자크 시라크                              | 리옹, 론알프                                                     |                                  |             |
| G8 정상회의 |                     |             |                                          |                                                                  |                                  |             |
| 제23회      | 1997년 6월 20-22일  | 미국        | 빌 클린턴                                | 덴버, 콜로라도주                                                 |                                  | [ 4 ]       |
| 제24회      | 1998년 5월 15-17일  | 영국        | 토니 블레어                              | 버밍엄, 웨스트미들랜즈주                                         |                                  | [ 5 ]       |
| 제25회      | 1999년 6월 18-20일  | 독일        | 게르하르트 슈뢰더                        | 쾰른, 노르트라인베스트팔렌주                                     |                                  | [ 6 ]       |
| 제26회      | 2000년 7월 21-23일  | 일본        | 모리 요시로                              | 나고시                                                           |                                  | [ 7 ]       |
| 제27회      | 2001년 7월 21-22일  | 이탈리아    | 실비오 베를루스코니                      | 제노바, 리구리아주                                               |                                  | [ 8 ]       |
| 제28회      | 2002년 6월 26-27일  | 캐나다      | 장 크레티앵                              | 캐나나스키스, 앨버타주                                           |                                  | [ 9 ]       |
| 제29회      | 2003년 6월 1-3일    | 프랑스      | 자크 시라크                              | 에비앙레뱅, 론알프                                               |                                  |             |
| 제30회      | 2004년 6월 8-10일   | 미국        | 조지 W. 부시                             | 시섬, 조지아주                                                   |                                  | [ 10 ]      |
| 제31회      | 2005년 7월 6-8일    | 영국        | 토니 블레어                              | 글렌이글즈, 스코틀랜드                                           |                                  | [ 11 ]      |
| 제32회      | 2006년 7월 15-17일  | 러시아      | 블라디미르 푸틴                          | 스트렐나, 상트페테르부르크                                       |                                  |             |
| 제33회      | 2007년 6월 6-8일    | 독일        | 앙겔라 메르켈                            | 하일리겐담, 메클렌부르크포어포메른주                             |                                  |             |
| 제34회      | 2008년 7월 7-9일    | 일본        | 후쿠다 야스오                            | 도야코정                                                         |                                  | [ 12 ]      |
| 제35회      | 2009년 7월 8-10일   | 이탈리아    | 실비오 베를루스코니                      | 라마달레나, 사르데냐 (취소) 라퀼라, 아브루초주 (변경)            |                                  | [ 14 ]      |
| 제36회      | 2010년 6월 25-26일  | 캐나다      | 스티븐 하퍼                              | 헌츠빌, 온타리오주                                               |                                  | [ 17 ]      |
| 제37회      | 2011년 5월 26-27일  | 프랑스      | 니콜라 사르코지                          | 도빌, 바스노르망디                                               |                                  |             |
| 제38회      | 2012년 5월 18-19일  | 미국        | 버락 오바마                              | 시카고, 일리노이주 (취소) 캠프데이비드, 메릴랜드주 (변경)        |                                  |             |
| 제39회      | 2013년 6월 17-18일  | 영국        | 데이비드 캐머런                          | 로크 에른, 퍼매나주                                              |                                  | [ 22 ]      |
| G7 정상회의 |                     |             |                                          |                                                                  |                                  |             |
| 제40회      | 2014년 6월 4-5일    | 유럽 연합   | 헤르만 반 롬푀이 조제 마누엘 두랑 바호주 | 브뤼셀, 벨기에 (소치, 러시아에서 변)                             |                                  |             |
| 제41회      | 2015년 6월 7-8일    | 독일        | 앙겔라 메르켈                            | 엘마우성, 바이에른주                                             | [ 깨진 링크 ( 과거 내용 찾기 ) ] |             |
| 제42회      | 2016년 5월 26-27일  | 일본        | 아베 신조                                | 시마시                                                           |                                  |             |
| 제43회      | 2017년 5월 26-27일  | 이탈리아    | 파올로 젠틸로니                          | 타오르미나, 시칠리아                                             |                                  |             |
| 제44회      | 2018년 6월 8-9일    | 캐나다      | 쥐스탱 트뤼도                            | 라 말베, 퀘벡주                                                  |                                  |             |
| 제45회      | 2019년 8월 24-26일  | 프랑스      | 에마뉘엘 마크롱                          | 비아리츠, 누벨아키텐                                             |                                  |             |
| 제46회      | 2020년 6월 10-12일  | 미국        | 도널드 트럼프                            | 캠프데이비드, 메릴랜드주 (취소) 전 세계 화상회의 (대체된 주최자) |                                  |             |
| 제47회      | 2021년 6월 11-13일  | 영국        | 보리스 존슨                              | 카비스 베이, 콘월주                                              |                                  |             |
| 제48회      | 2022년 6월 26-28일  | 독일        | 올라프 숄츠                              | 엘마우성, 바이에른주                                             |                                  |             |
| 제49회      | 2023년 5월 19-21일  | 일본        | 기시다 후미오                            | 히로시마시, 히로시마현                                           |                                  |             |
| 제50회      | 2024년 6월 13~15일  | 이탈리아    | 조르자 멜로니                            | 바리, 풀리아주                                                   |                                  |             |
| 제51회      | 2025년 6월 15~17일  | 캐나다      | 마크 카니                                | 캐나나스키스, 앨버타주                                           |                                  |             |

## G7 외교·개발장관회의
- 이상 생략
- 2021년 5월 3일~5일(현지시간) 영국 런던에서 개최[33]
- 2021년 12월 10일~12일(현지시간) 영국 리버풀에서 개최[34]

## G7 재무장관회의
- 이상 생략
- 6월 4일~5일(현지시간) 영국 런던에서 개최[35]

## G7 보건장관회의
- 이상 생략
- 2021년 11월 30일 화상회의 진행[36]

## 같이 보기
- G2
- G20
- D-10 전략포럼